# Janez Abram
Janez Abram, slovenski rimskokatoliški duhovnik, dvorni kaplan in stolni kanonik, * 18. maj 1813, Tupelče, † 3. november 1904, Gorica.

## Življenje in delo
Rodil se je v slovenski kmečki družini Antonu in Ani Abram. Bogoslovje je študiral v Gorici in bil 22. septembra 1839 posvečen. Sprva je bil nastavljen kot škofov kaplan v goriškem nadškofijskem dvorcu (1839-42), nato kot stolni vikar (1842–64) in katehet v zavodu Contavelle na goriškem gradu ter vzgojitelj v zavodu za otroke vojaške posadke v Gorici. Nadvojvoda Karel Ludvik ga je povabil na dvor v Gradec in na Dunaj kjer je bil spovednik in dvorni kaplan (1864–66). V tem času je bil imenovan za papeškega tajnega komornika. Ko se je v Gorici izpraznilo mesto kanonika Domenica Castellanija se je vrnil v Gorico in bil 18. julija 1866 imenovan za kanonika in konzistorialnega svetnika. Ti dve službi je ohranil do smrti. Pokopan je na goriški Sveti Gori.